# Nederlandse kampioenschappen atletiek 1959
In 1959 werden de Nederlandse kampioenschappen atletiek gehouden op 12 en 13 juli op de Nenijto-sintelbaan in Rotterdam. De organisatie lag in handen van het district Zuid-Holland van de in KNAU. De weersomstandigheden waren regenachtig met af en toe een stevige wind. 
Op 21 juni waren al op dezelfde baan het NK op de onderdelen 200m horden, 3000m steeplechase en 4x800m estafette gehouden.
Het NK-marathon werd op 15 augustus gehouden als onderdeel van de Internationale Marathon in Enschede.
Het Nederlands kampioenschap tienkamp (heren) vond op 5 en 6 september plaats in het Sportpark “De Vijf Sluizen” in Vlaardingen, terwijl het Nederlands kampioenschap vijfkamp (dames) op dezelfde data plaatsvond in Vlissingen. 
Ten slotte werden de Nederlandse kampioenschappen 20 en 50 km snelwandelen gehouden op respectievelijk 14 juni in Rotterdam en op 20 september op de Bosbaan in Amsterdam.

## Uitslagen

### 100 m
| rang   | atleet      | prestatie |
| ------ | ----------- | --------- |
| Goud   | Hans Smit   | 10,6 s    |
| Zilver | Frans Beker | 10,7 s    |
| Brons  | D. Wapstra  | 10,7 s    |

| rang   | atlete          | prestatie |
| ------ | --------------- | --------- |
| Goud   | Joke Bijleveld  | 11,9 s    |
| Zilver | Nannie Haase    | 12,0 s    |
| Brons  | Hannie Bloemhof | 12,0 s    |

### 200 m
| rang   | atleet      | prestatie |
| ------ | ----------- | --------- |
| Goud   | Hans Smit   | 21,3 s    |
| Zilver | Marius Bos  | 21,4 s    |
| Brons  | Frans Beker | 21,8 s    |

| rang   | atlete             | prestatie |
| ------ | ------------------ | --------- |
| Goud   | Nannie Haase       | 24,4 s    |
| Zilver | Ine ter Laak-Spijk | 24,6 s    |
| Brons  | Hannie Bloemhof    | 25,1 s    |

### 400 m
| rang   | atleet          | prestatie |
| ------ | --------------- | --------- |
| Goud   | Fred Moerman    | 49,0 s    |
| Zilver | Arend Karenbelt | 49,5 s    |
| Brons  | Jan Parlevliet  | 49,9 s    |

| rang   | atlete              | prestatie |
| ------ | ------------------- | --------- |
| Goud   | Ine ter Laak-Spijk  | 58,1 s    |
| Zilver | Ans Merison-de Jong | 61,0 s    |
| Brons  | L. Aschman          | 61,3 s    |

### 800 m
| rang   | atleet        | prestatie |
| ------ | ------------- | --------- |
| Goud   | Henk Heida    | 1.54,2    |
| Zilver | Wim Esajas    | 1.54,7    |
| Brons  | Ton van Dorst | 1.55,0    |

| rang   | atlete          | prestatie |
| ------ | --------------- | --------- |
| Goud   | Gerda Kraan     | 2.12,9    |
| Zilver | Elly Nieuwpoort | 2.14,5    |
| Brons  | Joke Knaap      | 2.16,0    |

### 1500 m
| rang   | atleet                | prestatie |
| ------ | --------------------- | --------- |
| Goud   | Joep Delnoye          | 3.52,3    |
| Zilver | Mijndert Blankensteyn | 3.53,8    |
| Brons  | Harry Janssen         | 4.01,6    |

### 5000 m
| rang   | atleet       | prestatie |
| ------ | ------------ | --------- |
| Goud   | Joep Delnoye | 15.20,3   |
| Zilver | Henk Viset   | 15.37,2   |
| Brons  | T. de Haas   | 16.12,5   |

### 10.000 m
| rang   | atleet       | prestatie |
| ------ | ------------ | --------- |
| Goud   | Frans Künen  | 31.20,4   |
| Zilver | Jan Keesom   | 31.38,8   |
| Brons  | Piet Bleeker | 31.51,0   |

### 110 m horden/80 m horden
| rang   | atleet          | prestatie |
| ------ | --------------- | --------- |
| Goud   | Eef Kamerbeek   | 14,6 s    |
| Zilver | Peter Nederhand | 14,7 s    |
| Brons  | Ed Boere        | 15,0 s    |

| rang   | atlete               | prestatie |
| ------ | -------------------- | --------- |
| Goud   | Wil Bakker-Cysouw    | 11,3 s    |
| Zilver | Corrie van den Bosch | 11,4 s    |
| Brons  | Toos Mutter          | 11,5 s    |

### 400 m horden
| rang   | atleet         | prestatie |
| ------ | -------------- | --------- |
| Goud   | Jan Parlevliet | 55,3 s    |
| Zilver | Ed Boere       | 55,7 s    |
| Brons  | Joop Vissers   | 57,8 s    |

### 3000 m steeple
| rang   | atleet             | prestatie |
| ------ | ------------------ | --------- |
| Goud   | Antoon Jonkers     | 9.32,2    |
| Zilver | Roland Spierenburg | 9.41,4    |
| Brons  | Harm Hendriks      | 9.44,8    |

### Verspringen
| rang   | atleet           | prestatie |
| ------ | ---------------- | --------- |
| Goud   | Gerard Weisscher | 6,93 m    |
| Zilver | H. Klaassens     | 6,86 m    |
| Brons  | G. Kolleman      | 6,70 m    |

| rang   | atlete                         | prestatie |
| ------ | ------------------------------ | --------- |
| Goud   | Joke Bijleveld                 | 5,92 m    |
| Zilver | Wemmy Spierenburg-Scholtemeyer | 5,91 m    |
| Brons  | Mieke Schenk                   | 5,64 m    |

### Hink-stap-springen
| rang   | atleet         | prestatie |
| ------ | -------------- | --------- |
| Goud   | Huug Fischbuch | 13,63 m   |
| Zilver | Anne de Jong   | 13,61 m   |
| Brons  | D. Oosterhagen | 13,45 m   |

### Hoogspringen
| rang   | atleet               | prestatie |
| ------ | -------------------- | --------- |
| Goud   | Jan Willem Nummerdor | 1,80 m    |
| Zilver | B. van Yperen        | 1,75 m    |
| Brons  | E. Verboom           | 1,75 m    |

| rang   | atlete        | prestatie |
| ------ | ------------- | --------- |
| Goud   | Nel Zwier     | 1,60 m    |
| Zilver | Dini Hobers   | 1,60 m    |
| Brons  | Marianne Kort | 1,50 m    |

### Polsstokhoogspringen
| rang   | atleet            | prestatie |
| ------ | ----------------- | --------- |
| Goud   | Chris Gelens      | 3,61 m    |
| Zilver | H. Heath          | 3,41 m    |
| Brons  | Edward van Praagh | 3,41 m    |

### Kogelstoten
| rang   | atleet           | prestatie |
| ------ | ---------------- | --------- |
| Goud   | Cees Koch        | 15,52 m   |
| Zilver | Cees van Wees    | 14,70 m   |
| Brons  | Jelle Doornbosch | 13,99 m   |

| rang   | atlete               | prestatie |
| ------ | -------------------- | --------- |
| Goud   | Corrie van den Bosch | 14,38 m   |
| Zilver | Corrie van Wijk      | 13,34 m   |
| Brons  | Dini Hobers          | 13,21 m   |

### Discuswerpen
| rang   | atleet        | prestatie |
| ------ | ------------- | --------- |
| Goud   | Cees Koch     | 51,58 m   |
| Zilver | Eef Kamerbeek | 45,71 m   |
| Brons  | Herman Timme  | 44,21 m   |

| rang   | atlete               | prestatie |
| ------ | -------------------- | --------- |
| Goud   | Loes Boling          | 44,67 m   |
| Zilver | Corrie van den Bosch | 44,43 m   |
| Brons  | Corry Huygen         | 44,36 m   |

### Speerwerpen
| rang   | atleet        | prestatie |
| ------ | ------------- | --------- |
| Goud   | Joop Fikkert  | 60,88 m   |
| Zilver | Eef Kamerbeek | 58,90 m   |
| Brons  | Jaap Brouwer  | 57,55 m   |

| rang   | atlete            | prestatie |
| ------ | ----------------- | --------- |
| Goud   | Wil van Montfoort | 40,66 m   |
| Zilver | Ada Kok           | 38,28 m   |
| Brons  | Annie Hoogma      | 36,68 m   |

### Kogelslingeren
| rang   | atleet          | prestatie |
| ------ | --------------- | --------- |
| Goud   | Jan Romani      | 50,44 m   |
| Zilver | Piet Hamer      | 48,87 m   |
| Brons  | Gerard de Groot | 47,84 m   |

### Tienkamp/Vijfkamp
| rang   | atleet           | prestatie |
| ------ | ---------------- | --------- |
| Goud   | Eef Kamerbeek    | 7103 p NR |
| Zilver | Herman Timme     | 6398 p    |
| Brons  | Jelle Doornbosch | 5925 p    |

| rang   | atlete                | prestatie |
| ------ | --------------------- | --------- |
| Goud   | Corrie van den Bosch  | 4350 p    |
| Zilver | Mieke de Graaf-Schenk | 4117 p    |
| Brons  | Toos Mutter           | 3995 p    |

### Marathon
| rang   | atleet         | prestatie |
| ------ | -------------- | --------- |
| Goud   | Piet Bleeker   | 2:35.58,0 |
| Zilver | Joop Frederiks | 2:44.36,0 |
| Brons  | Jan Boelens    | 2:46.18,0 |

### 20 km snelwandelen
| rang   | atleet      | prestatie |
| ------ | ----------- | --------- |
| Goud   | Jan Cijs    | 1:48.13,8 |
| Zilver | Jack Heije  | 1:50.53,8 |
| Brons  | Hein Zethof | 1:52.32,4 |

### 50 km snelwandelen
| rang   | atleet      | prestatie |
| ------ | ----------- | --------- |
| Goud   | Hein Zethof | 4:55.00,0 |
| Zilver | Jan Cijs    | 5:04.00,0 |
| Brons  | Baardse     | 5:21.00,0 |

1904 · 
1908 · 
1909 · 
1910 · 
1911 · 
1912 · 
1913 · 
1914 · 
1915 · 
1917 · 
1918 · 
1919 · 
1920 · 
1921 · 
1922 · 
1923 · 
1924 · 
1925 · 
1926 · 
1927 · 
1928 · 
1929 · 
1930 · 
1931 · 
1932 · 
1933 · 
1934 · 
1935 · 
1936 · 
1937 · 
1938 · 
1939 · 
1940 · 
1941 · 
1942 · 
1943 · 
1944 · 
1946 · 
1947 · 
1948 · 
1949 · 
1950 · 
1951 · 
1952 · 
1953 · 
1954 · 
1955 · 
1956 · 
1957 · 
1958 · 
1959 · 
1960 · 
1961 · 
1962 · 
1963 · 
1964 · 
1965 · 
1966 · 
1967 · 
1968 · 
1969 · 
1970 · 
1971 · 
1972 · 
1973 · 
1974 · 
1975 · 
1976 · 
1977 · 
1978 · 
1979 · 
1980 · 
1981 · 
1982 · 
1983 · 
1984 · 
1985 · 
1986 · 
1987 · 
1988 · 
1989 · 
1990 · 
1991 · 
1992 · 
1993 · 
1994 · 
1995 · 
1996 · 
1997 · 
1998 · 
1999 · 
2000 · 
2001 · 
2002 · 
2003 · 
2004 · 
2005 · 
2006 · 
2007 · 
2008 · 
2009 · 
2010 · 
2011 · 
2012 · 
2013 · 
2014 · 
2015 · 
2016 ·
2017 ·
2018 ·
2019 ·
2020 ·
2021 ·
2022 ·
2023 ·
2024 ·
2025